# 도시 철도
도시 철도(都市 鐵道)는 도시 혹은 광역권 내부 지역 간의 교통을 담당하기 위해 건설된 철도이다. 도시철도는 도시 내부의 교통을 원활하게 하기 위함이 주목적이므로, 보통 단거리 수요가 중심된다.

## 대한민국
대한민국의 도시 철도는 도시철도법에 따라 건설되어 지방자치단체가 관리하는 철도를 이르며, 이는 여러 도시를 연결하는 광역철도와 의미가 구분된다. 그러나 환승이나 직결 운행 등으로 명목상으로만 구분되는 경우도 많다. 예를 들어 수도권 전철 7호선의 부천 및 인천 구간의 경우, 대도시권 광역교통 관리에 관한 특별법 제2조 제2호의 나목을 충족하지 않아 인천 도시철도로 엄연히 분류되고, 7호선 부천 및 인천 구간의 열차 승무는 인천교통공사 7호선 운영사업단에서 별개로 전담하며, 한국철도공사 부산경남본부에서 운영하는 동해선 광역전철의 경우, 부산 도시철도의 기능을 수행한다.
다만, 2024년 12월 14일에 개통된 한국철도공사 대구본부에서 운영하는 대경선 광역전철의 경우, 대구 도시철도의 기능을 수행한다.

## 목록

### 대한민국
- 수도권 전철

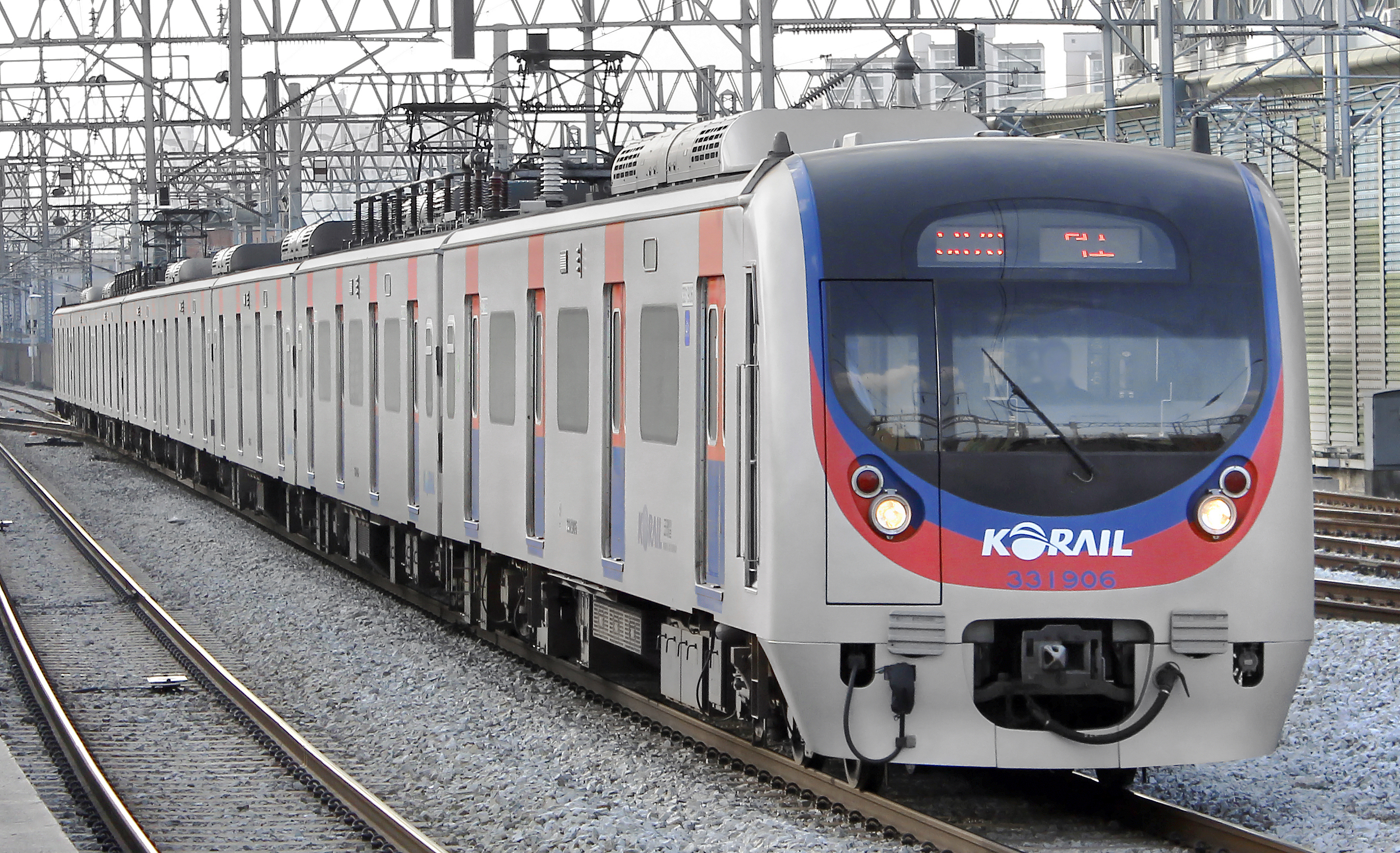
수도권 전철 경의·중앙선

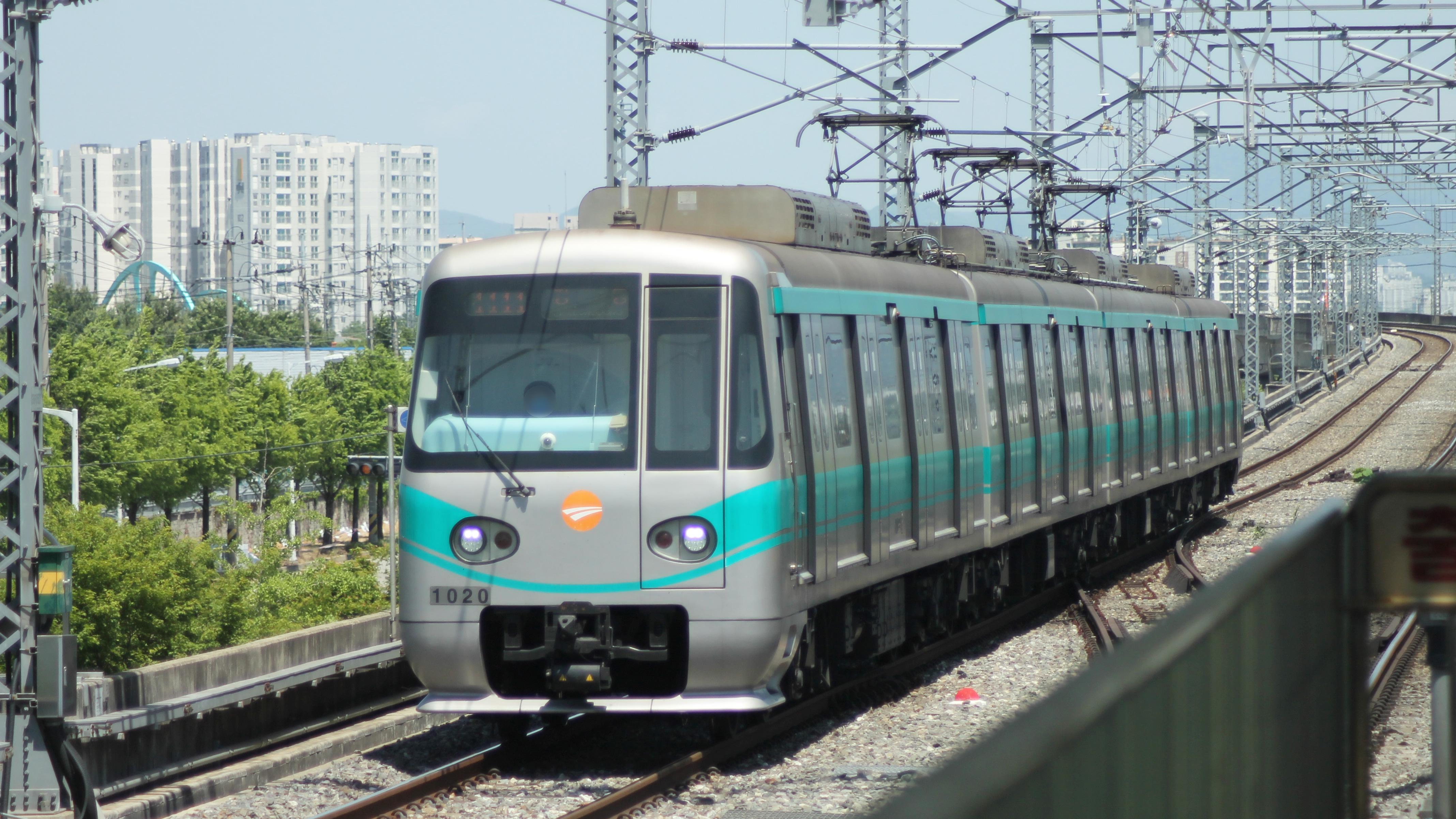
광주 도시철도 1호선

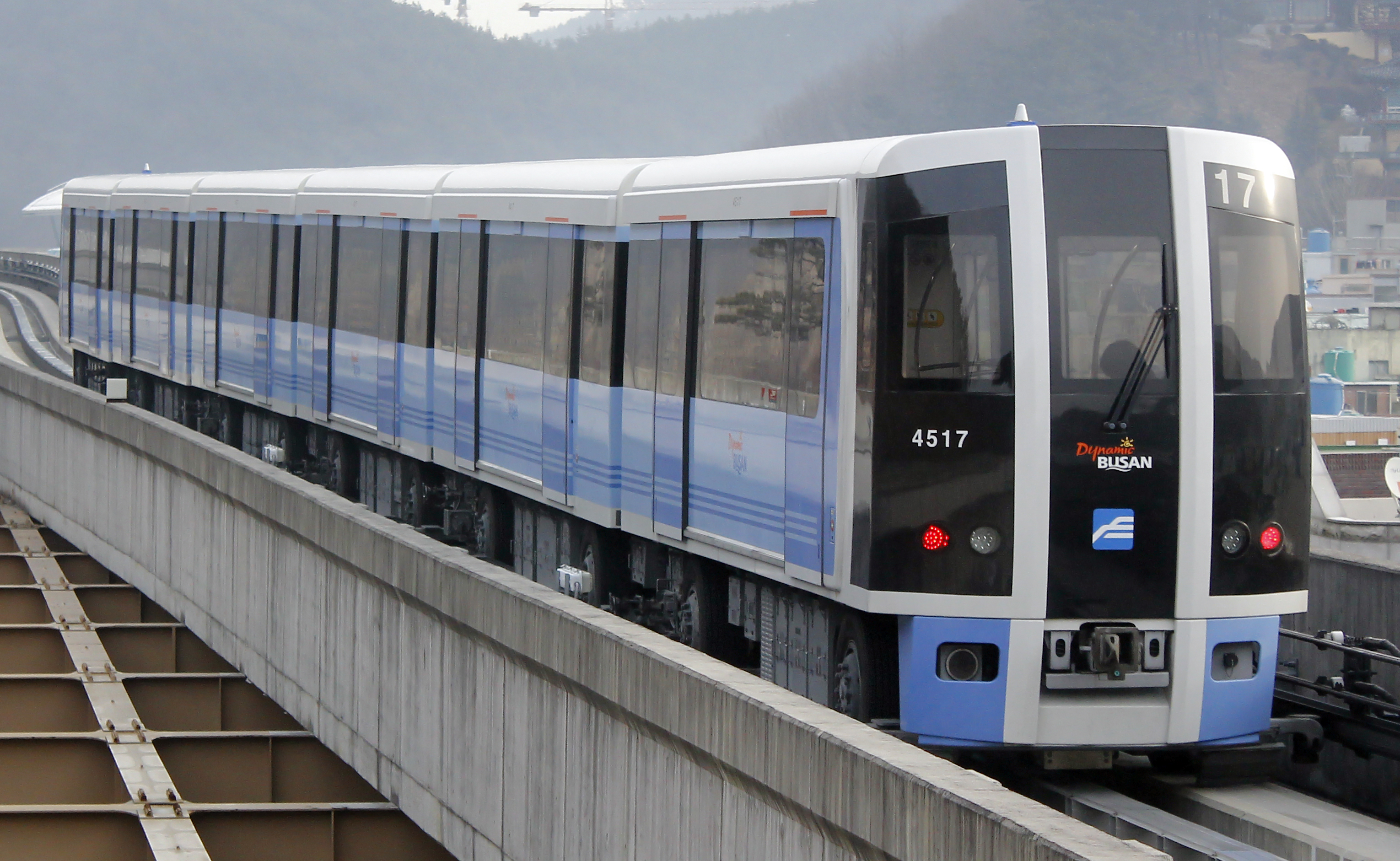
부산 도시철도 4호선

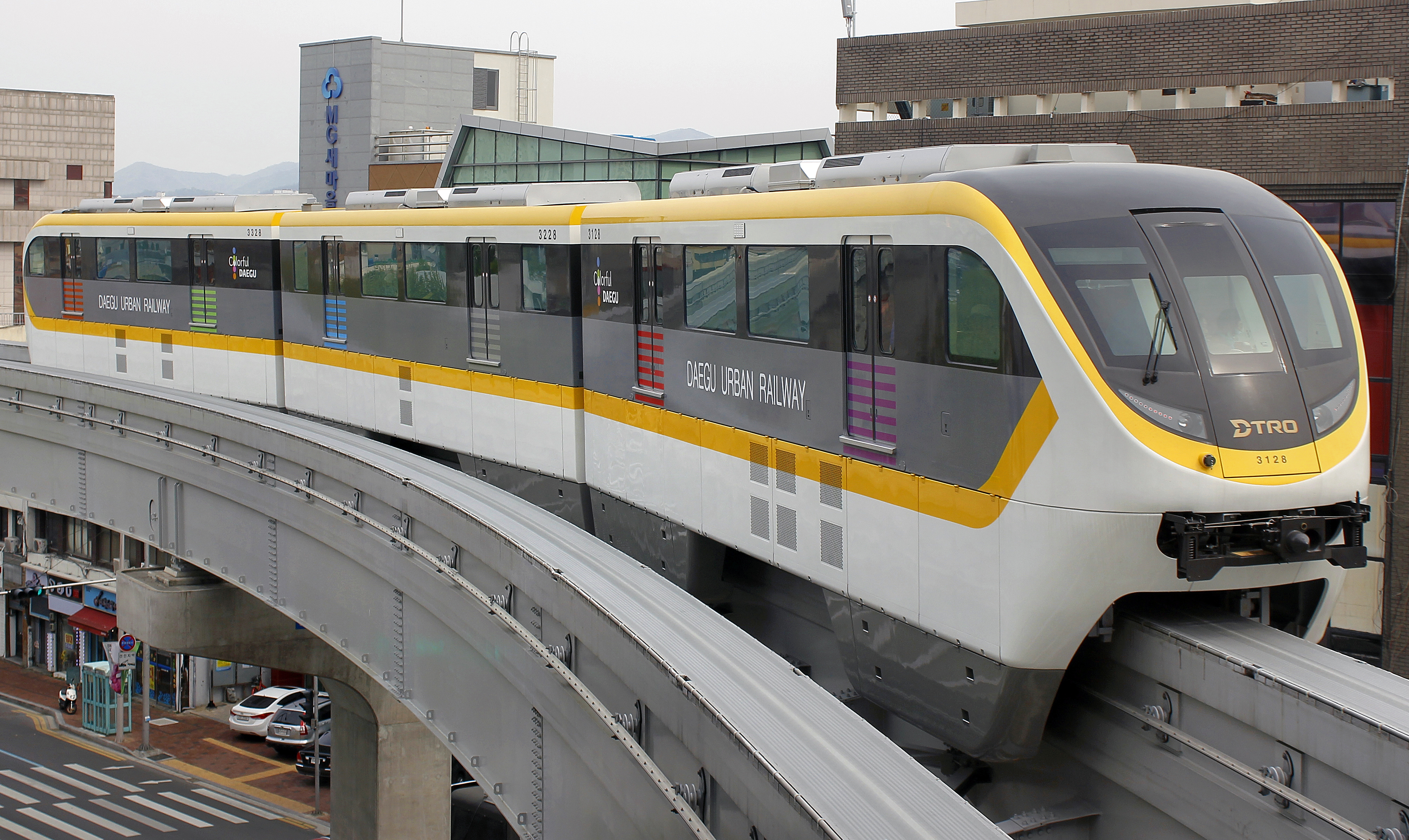
대전 도시철도 3호선

  -  수도권 전철 1호선 (1974년 개통)
  - 경의선 수도권 전철 경의·중앙선 (1978년 개통)
  -  수도권 전철 2호선 (1980년 개통)
  -  수도권 전철 3호선 (1985년 개통)
  -  수도권 전철 4호선 (1985년 개통)
  -  수도권 전철 5호선 (1995년 개통)
  -  수도권 전철 7호선 (1996년 개통)
  -  수도권 전철 8호선 (1996년 개통)
  -  수도권 전철 6호선 (2000년 개통)
  -  수도권 전철 9호선 (2009년 개통)
  - 경춘선 수도권 전철 경춘선 (2010년 개통)
  - 의정부 의정부 경전철 (2012년 개통)
  - 용인 용인 경전철 (2013년 개통)
  - 경강선 수도권 전철 경강선 (2016년 개통)
  - 우이신설 서울 경전철 우이신설선 (2017년 개통)
  - 김포 김포 도시철도 (2019년 개통)
  - 신림선 서울 경전철 신림선 (2022년 개통)

- 부산 도시철도
  -  부산 도시철도 1호선 (1985년 개통)
  -  부산 도시철도 2호선 (1999년 개통)
  -  부산 도시철도 3호선 (2005년 개통)
  -  부산 도시철도 4호선 (2011년 개통)
  - ● 부산 도시철도 5호선 (2026년 개통 예정)

- 대구 도시철도
  -  대구 도시철도 1호선 (1997년 개통)
  -  대구 도시철도 2호선 (2005년 개통)
  -  대구 도시철도 3호선 (2015년 개통)

- 인천 도시철도
  -  인천 도시철도 1호선 (1999년 개통)
  -  인천 도시철도 2호선 (2016년 개통)

- 광주 도시철도
  - ● 광주 도시철도 1호선 (2004년 개통)
  - ● 광주 도시철도 2호선 (2026년 개통 예정)

- 대전 도시철도
  -  대전 도시철도 1호선 (2007년 개통)
  - ● 대전 도시철도 2호선 (2028년 개통 예정)

- 울산 도시철도
  - ● 울산 도시철도 1호선 (2028년 개통 예정)

## 사진

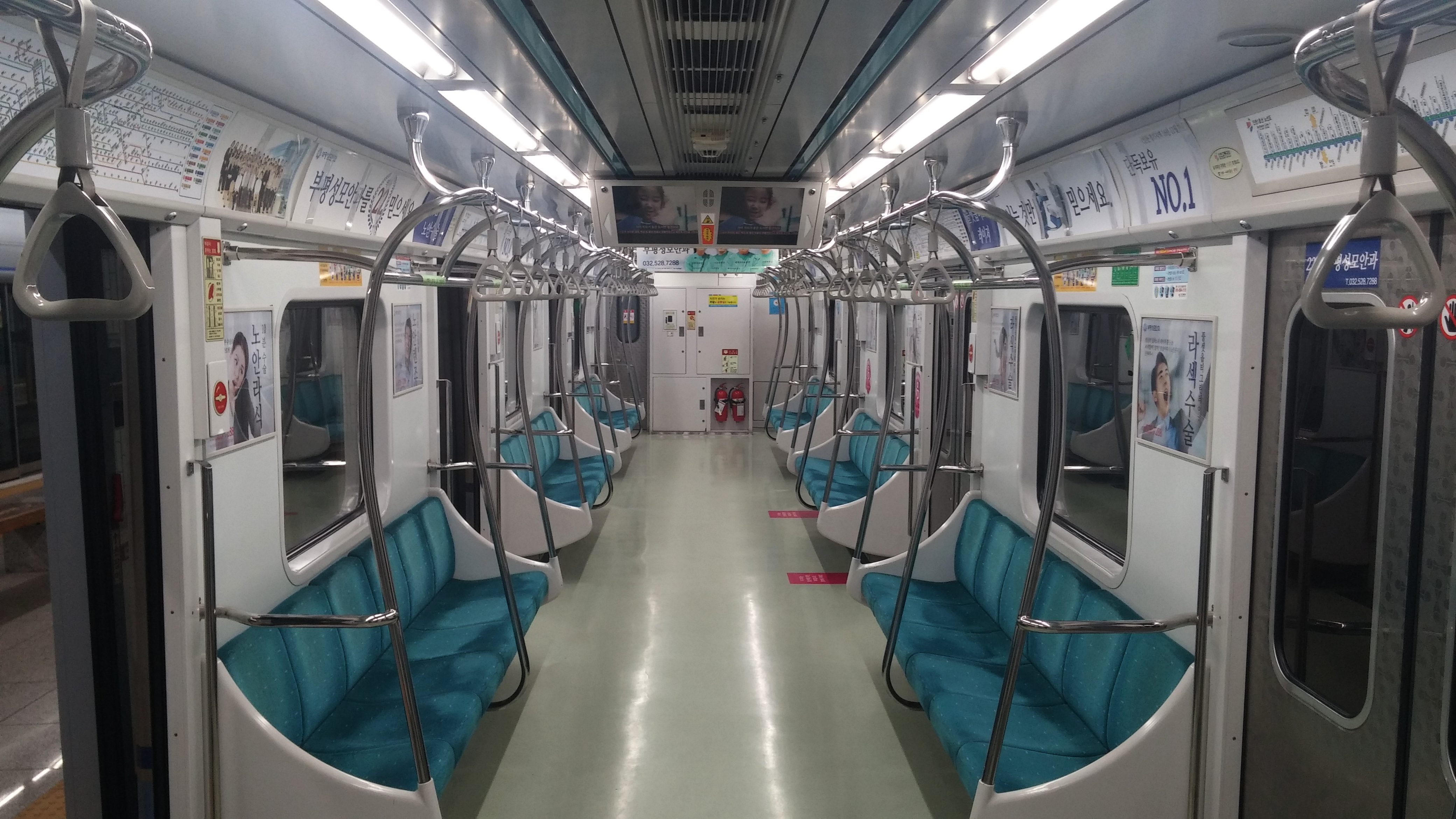
1127호 차량 실내 1
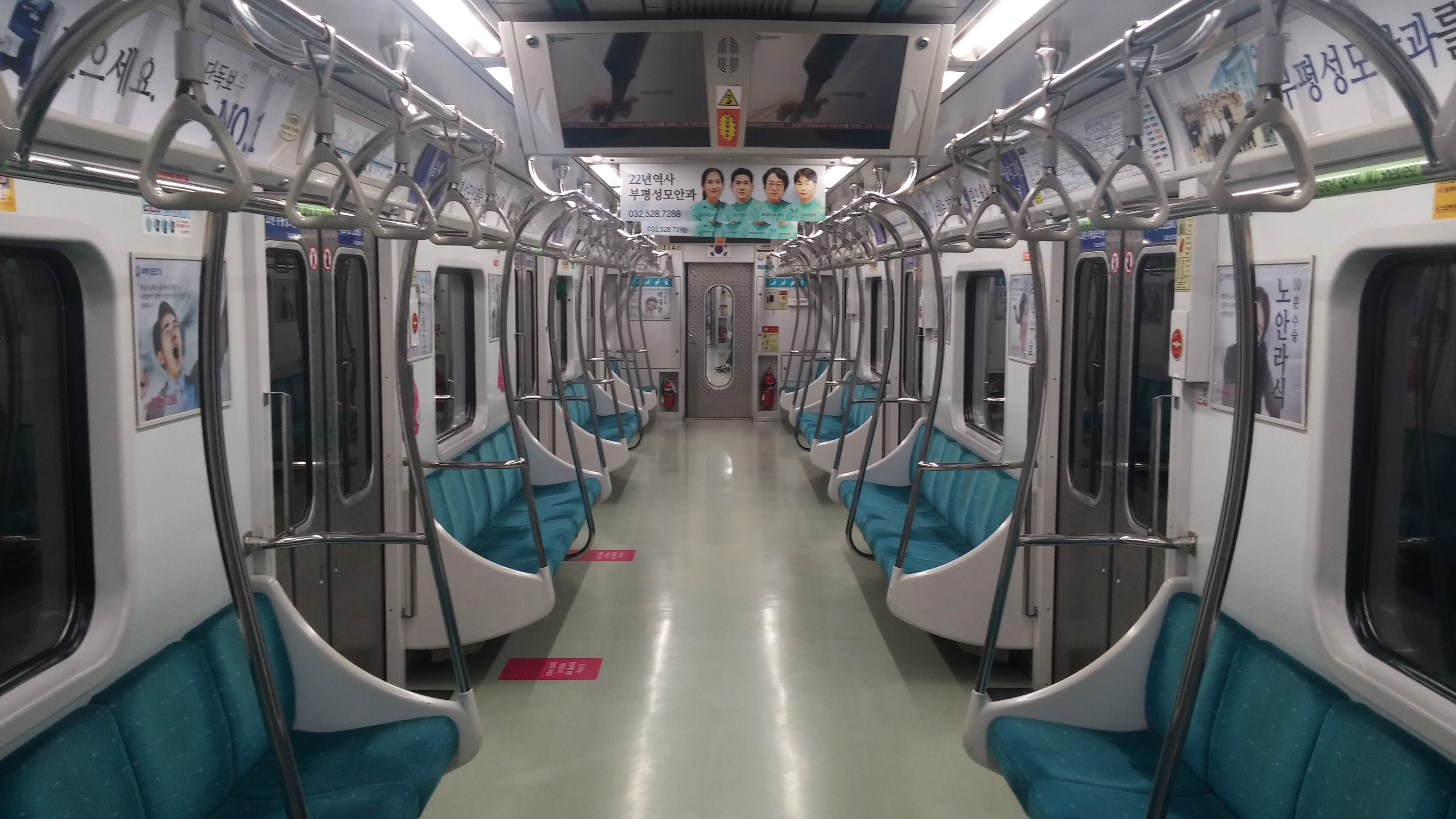
1127호 차량 실내 2
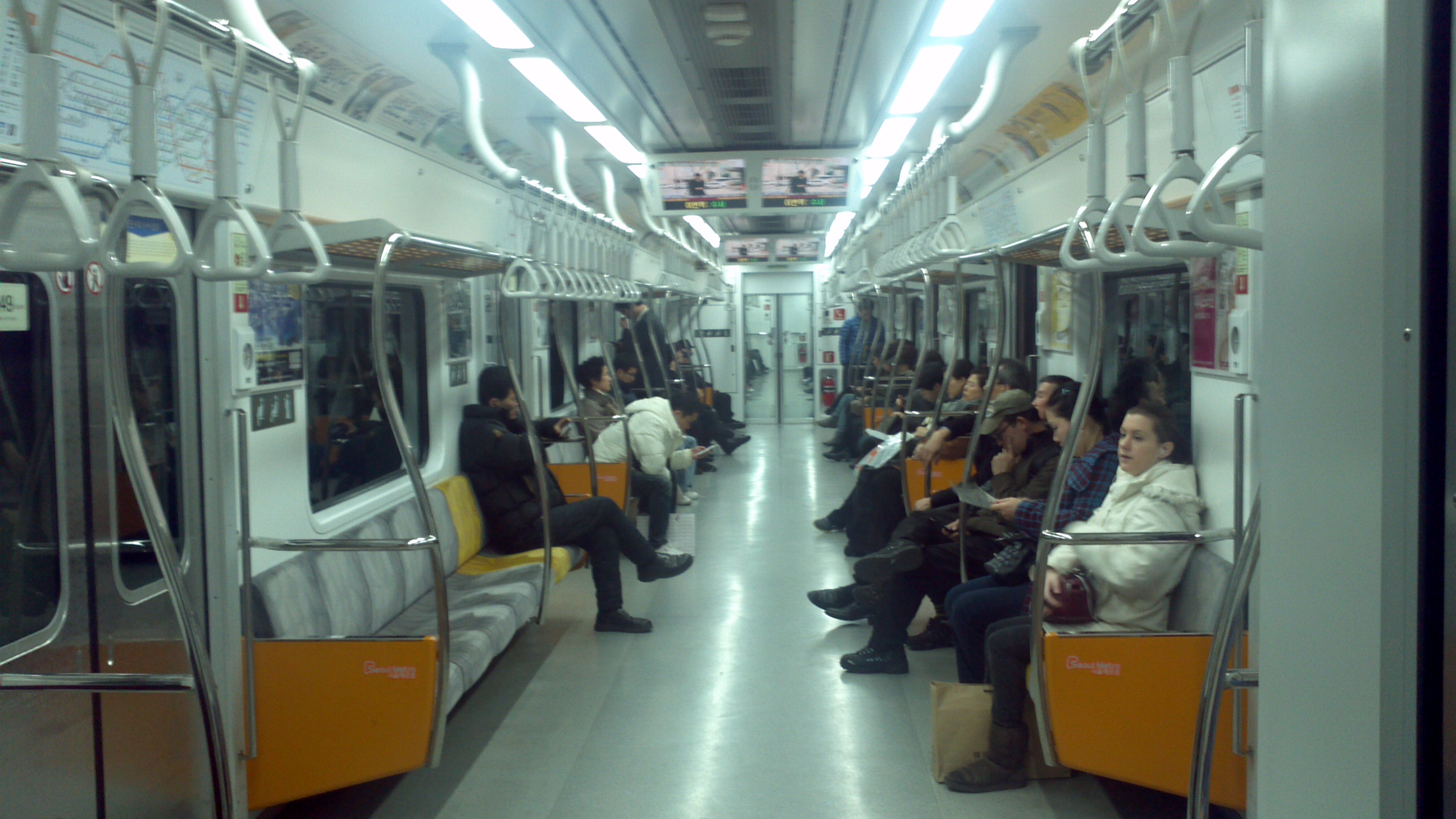
349편성 차량 실내 1
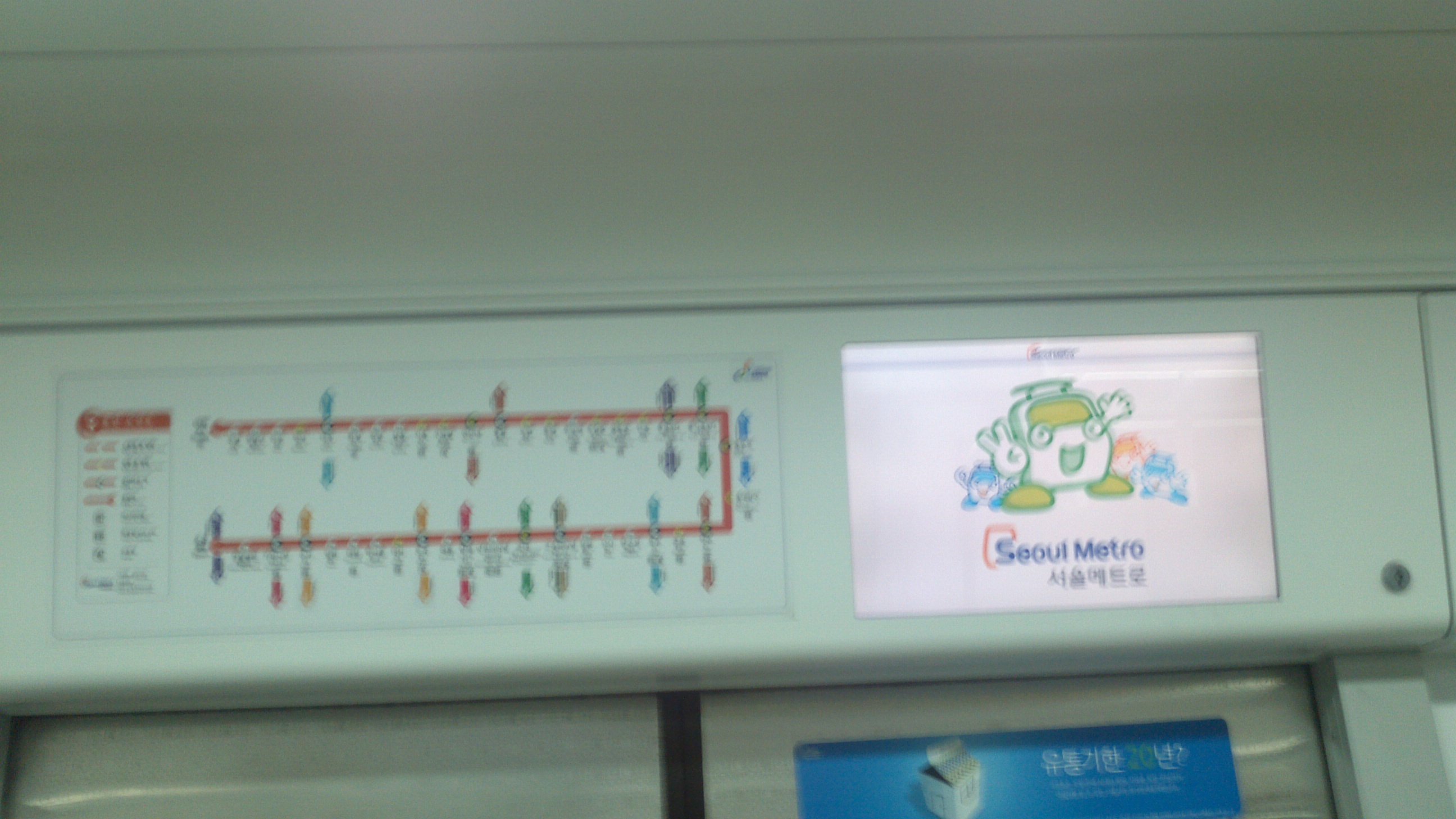
349편성 차량 실내 2

## 같이 보기
- 중형철도수송시스템
- 지하철 목록